# Escuela estatal
 Escuela pública, también conocida como escuela estatal, es como se conoce a la educación pública una expresión utilizada en varios países, como Argentina, Australia, Nueva Zelanda y el Reino Unido, para referirse a las escuelas que gobierno provee, distinguiéndolas de las de gestión privada.

## Argentina
La educación en Argentina es obligatoria desde los cuatro hasta los 18 años y gratuita en los centros públicos en todos los niveles hasta los grados universitarios. Los posgrados ya son de pago y los centros privados a cualquier nivel también, pero a veces tienen convenios con la administración para reducir los costos.
Sin embargo, aunque la educación históricamente fue sostenida por el Estado, hay una gran cantidad de escuelas y universidades privadas.

## Australia
En Australia las escuelas estatales son responsabilidad de los gobiernos estatales. Las escuelas estatales crecieron fuera del sistema de escuelas nacionales a mediados del siglo XIX.
- Escuelas del Estado de Queensland
- Escuelas secundarias del Estado de Queensland

## Reino Unido
En el Reino Unido, el término "escuela estatal", se refiere a la financiación pública a las escuelas que ofrecen educación gratuita a los alumnos. El contraste a esto son de pago, las escuelas, a menudo llamados "escuelas independientes", "escuelas privadas" o "escuelas públicas" (esto sólo se aplica en el Reino Unido; en los EE. UU., por ejemplo, las escuelas públicas son financiadas por el Gobierno).
A lo largo de la educación en el Reino Unido, las escuelas estatales se encuentran bajo el control de los consejos locales (las autoridades educativas locales en Inglaterra y Gales; Departamento de Educación en Irlanda del Norte), salvo para los casos en que las escuelas independientes son financiados directamente como en la ciudad de Academias. Así, en la gran mayoría de los casos la frase "las escuelas del estado" es un nombre inapropiado, y el término más correcto mantenido la escuela se utiliza en la literatura técnica.
Algunas escuelas estatales, conocida como las escuelas de fe, se dedican a la enseñanza y el adoctrinamiento de una sola religión. Algunas escuelas están financiados en parte por religiosos u otros organismos de beneficencia; estos son conocidos como escuelas voluntarias asistidas o controladas por otras escuelas voluntarias.

## Inglaterra y Gales
En Inglaterra y Gales la expresión «escuela pública» se usa a menudo para referirse a «escuela de pago». "Público" se utiliza aquí en un sentido un tanto arcaico, lo que significa que están abiertas a cualquier miembro del público, distinguiéndose de las escuelas religiosas que están abiertas sólo a los miembros de esa religión. Algunas personas lo llaman sólo la edad de pago, las escuelas, las escuelas públicas, mientras que otros utilizan el término para este tipo de escuela.
El Currículo Nacional se sigue en todas las escuelas estatales en Inglaterra, Irlanda del Norte y Gales. En Irlanda del Norte a nivel de secundaria las escuelas se dividen en escuelas secundarias, escuelas secundarias y Católica de las escuelas subvencionadas, con un creciente número de escuelas integradas. También hay un pequeño número de voluntarios irlandeses Escuelas de idiomas.

## Escocia
En Escocia, donde el sistema educativo es claramente diferente del resto del Reino Unido, el concepto de escuela pública que una vez fue utilizado oficialmente para describir las escuelas estatales (que, como lo fueron, de propiedad pública) - aunque la preferencia es que ahora se da al término «estado la escuela ». El uso de las escuelas públicas en Escocia es ambigua en la definición, ya que puede ser utilizado en ambos contextos, como las escuelas, como Fettes College en Edimburgo se consideran a menudo junto a otras escuelas privadas independientes, sin embargo, la naturaleza de Escocia uso del término ha encontrado favor en el extranjero, en particular en los Estados Unidos y Canadá.
La más antigua escuela estatal en Inglaterra es Beverley Grammar School, que fue fundada en 700 d. C.

## Estados Unidos de América
En los Estados Unidos de América, 'las escuelas del estado' es un término coloquial para las universidades estatales, un colegio o universidad en una universidad estatal. La escuela pública se refiere a las escuelas primarias y secundarias que se financian y / o son administradas por una entidad gubernamental.
Escuela estatal es también un término que se usa poco o de manera condescendiente o peyorativa refiriéndose a los alumnos y egresados de una Universidad para referirse a "la Universidad del Estado de equis estado", o sea escuelas del mismo estado, por ejemplo, refiriéndose a toda la Universidad Estatal de California desde la perspectiva de la Universidad de California.
En Texas, "las escuelas estatales" (en inglés "Texas state supported living centers," anteriormente "state schools") es el término designado por un administrado por el Estado establecimiento residencial para personas con discapacidades de desarrollo del Departamento de Servicios para Adultos Mayores y Personas Discapacitadas de Texas. La frase "escuela estatal" también es el término designado por un reformatorio de la Comisión Juvenil de Texas.

## Uruguay
La educación en Uruguay es obligatoria desde los cuatro hasta los 18 años y gratuita en escuelas públicos en todos los niveles hasta los grados universitarios. Los posgrados ya son de pago y los centros privados a cualquier nivel también.